# Whitegate
Whitegate – wieś w Anglii, w hrabstwie ceremonialnym Cheshire, w dystrykcie (unitary authority) Cheshire West and Chester. Leży 23 km na wschód od miasta Chester i 252 km na północny zachód od Londynu. Miejscowość liczy 971 mieszkańców.